# Elizabeth Olsen
Elizabeth Chase "Lizzie" Olsen (n. 16 februarie 1989) este o actriță americană. Este cunoscută pentru roluri în filme precum: Silent House (2011), Liberal Arts (2012), Godzilla (2014), Avengers: Age of Ultron (2015), Captain America: Civil War (2016) si cel mai recent film am ei Doctor Strange In The Multiverse of Madness(2022). Rolul din filmul Martha Marcy May Marlene (2011), i-a adus o mulțime de nominalizări la diferite premii, cel mai notabil fiind Independent Spirit Award for Best Female Lead. Ea este sora mai mică a actrițelor si creatoarelor de modă Mary-Kate Olsen și Ashley Olsen.

## Copilăria și adolescența
Născută în Sherman Oaks, California, fiică a lui Jarnette "Jarnie", manager personal și David "Dave" Olsen, dezvoltator imobiliar și bancher. 
Fratele ei cel mare se numește Trent Olsen și mai are încă două surori vitrege, părinții lor divorțând în 1996.Familia lor are rădăcini norvegiene și engleze.
De mică, Elizabeth a luat lecții de canto și balet. A început să joace de mică în filmele surorilor mai mari. Înainte să împlinească 11 ani a avut roluri în How the West Was Fun și în serialul The Adventures of Mary-Kate & Ashley. După a participat la audții pentru alte proiecte.
A urmat școala Campbell Hall School în North Hollywood, California unde a parcurs anii de la grădiniță până în clasa a 12-a. După care s-a înscris la UniversitateaTisch School of the Arts. În 2009, Olsen a studiat un semestru în Moscova, Rusia la Universitatea Moscow Art Theatre prin programul MATS la centrul Eugene O'Neill Theater Center.

## Carieră

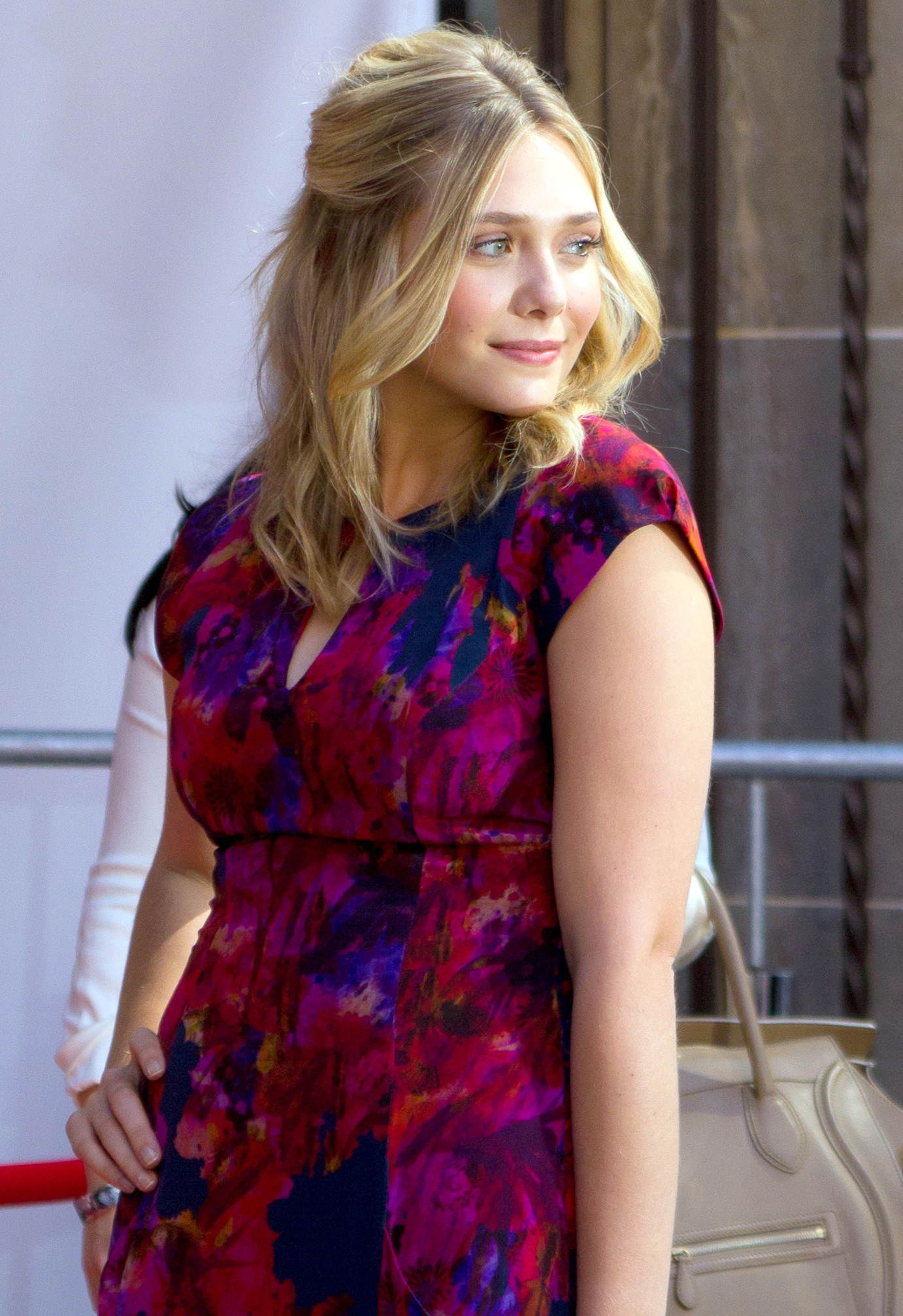
Olsen în 2011 la debutul filmului Martha Marcy May Marlene in Toronto

Olsen și-a început cariera de actriță la vârsta de 4 ani și a apărut în 6 dintre filmele surorilor sale; de asemenea a participat la audiții pentru filmul Spy Kids. În 2004 aproape a renunțat la actorie datorită nebuniei iscată de mass media asupra tulburărilor în alimentație a surorii sale, Mary-Kate..
Rolul care i-a marcat cariera a fost cel din filmul Martha Marcy May Marlene. Atât filmul, cât și interpretarea acesteia au primit aprecierea criticilor. În acest film, Olsen o joacă pe Martha, o fată care suferă de paranoia și amăgire după ce fuge dintr-un cult și se întoarce la familia sa. Apoi a jucat în filmul horror Silent House, în care a primit rolul lui Sarah. Filmul a primit recenzii de diferite păreri, deși interpretarea actriței a fost lăudată din nou . Olsen a apărut de asemenea în videoclipul "The Queen" al formației Carlotta. A apărut în filmul Red Lights filmat în mijlocul lui 2011 și a apărut în SUA pe data de 13 iulie 2012. Și-a mai făcut apariția și în filmul lui  Josh Radnor, Liberal Arts, care a fost lansat pe 22 ianuarie 2012. Într-o colaborare cu Dakota Fanning a mai jucat în filmul din 2013, Very Good Girls.
În ianuarie 2013, a fost nominalizată la premiul BAFTA Rising Star Award. A fost protagonista refacerii americane din 2003 a filmului sud corean, Oldboy; aici o portretizează pe Marie, o tânără asistentă socială care o să aibă o relație cu protagonistul jucat de Josh Brolin. A intrat în rolul lui Edie Parker, prima soție a lui Jack Kerouac și autoare a memoriilor din generația Beat, "You'll Be Okay", în filmul Kill Your Darlings.
În 2014, Olsen a apărut în rebutul filmului Godzilla făcut de către Legendary, alături de Bryan Cranston și Aaron Taylor-Johnson. Olsen s-a alăturat universului cinematic, Marvel, portretizând personajul Scarlet Witch în filmul Avengers: Age of Ultron, continuare din 2015 a filmului The Avengers. A apărut prima dată ca acest personaj în creditele filmului Captain America: The Winter Soldier, din nou alături de co-starul său din  Godzilla,Taylor-Johnson, care îl portretizează pe fratele ei, Quicksilver. A reluat rolul  Scarlet Witch în filmul Avengers: Age of Ultron și în filmul din 2016, Captain America: Civil War.
În septembrie 2014, a fost anunțat că o va juca pe  Audrey Williams, soția lui Hank Williams, managerul și partenerul său în filmul ce va apărea în 2015, I Saw the Light , produs de Marc Abraham, în care Tom Hiddleston îl joacă pe Hank Williams.
În ianuarie 2016, a fost anunțat că va colabora alături de co-staul său din filmul Avengers: Age of Ultron, Jeremy Renner în filmul de debut a lui Taylor Sheridan, Wind River..

## Viața personală
Olsen a urmat  New York University's Tisch School of the Arts și Atlantic Theater Company și a absolvit în 2013 după 6 ani de studiu . Linia de haine a surorilor ei, "Elizabeth and James" a fost numită după ea și fratele ei mai mare.
Olsen a început o relație cu actorul Boyd Holbrook în septembrie 2012 după ce s-au cunoscut la filmările pentru Very Good Girls. În martie 2014 s-au logodit,dar s-au despărțit și au rupt logodna în ianuarie 2015.

## Filmografie

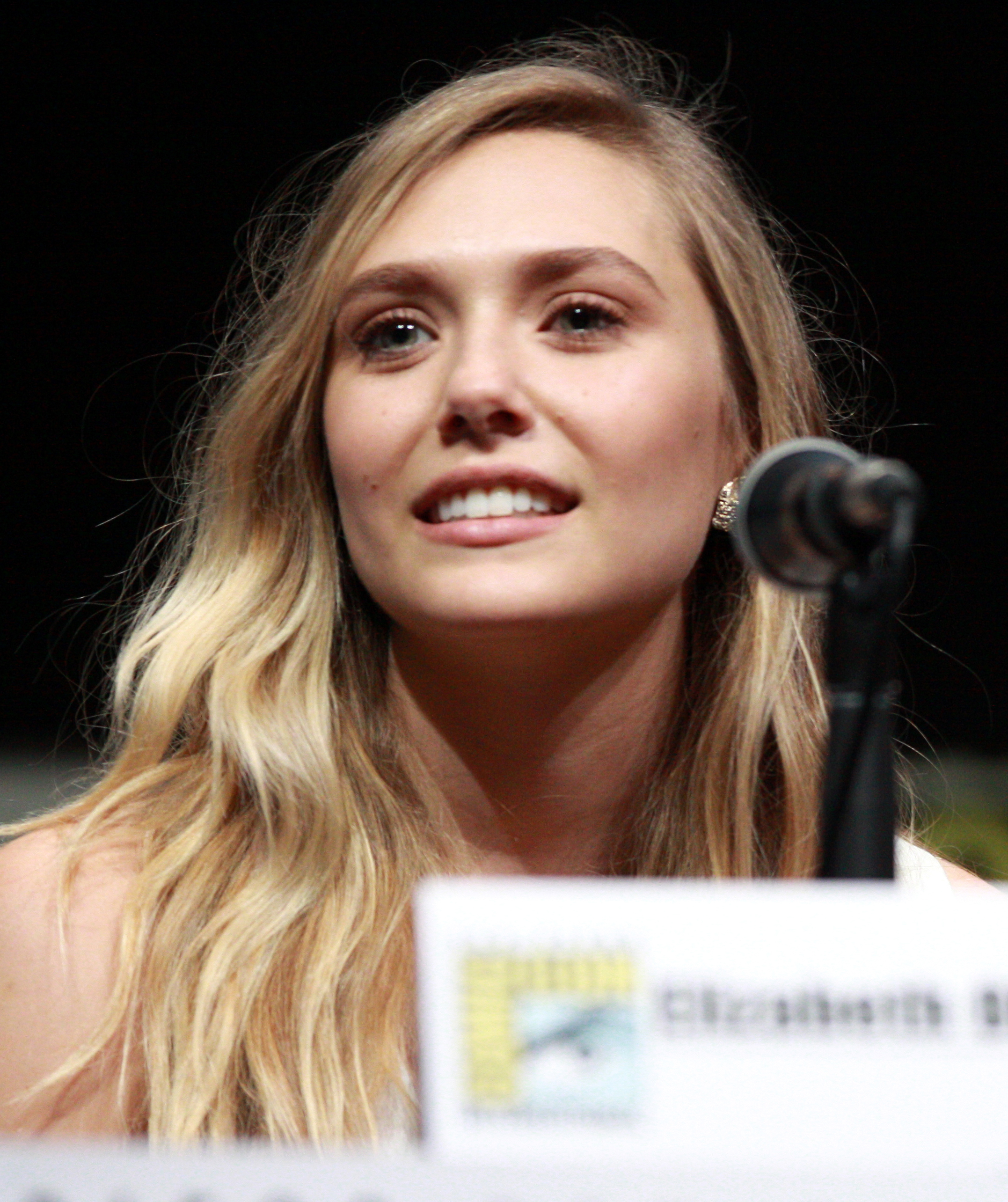
Olsen la Comic-Con-ul din San Diego ce a avut loc in 2015

| Year | Title                                                                           | Role                           | Notes                          |
| ---- | ------------------------------------------------------------------------------- | ------------------------------ | ------------------------------ |
| 1993 | Our First Video                                                                 | Ea însași                      |                                |
| 1993 | Olsen Twins Mother's Day Special                                                | Ea însași                      |                                |
| 1994 | The Adventures of Mary-Kate and Ashley: The Case of Thorn Mansion               | Ea însași                      |                                |
| 1994 | How the West Was Fun                                                            | Fata din mașină                | Cameo                          |
| 1995 | The Adventures of Mary-Kate and Ashley: The Case of the Mystery Cruise          | Ea însași                      |                                |
| 1995 | The Adventures of Mary-Kate and Ashley: The Case of the Christmas Caper         | Ea însași                      |                                |
| 1996 | The Adventures of Mary-Kate and Ashley: The Case of the U.S. Space Camp Mission | Ea însași                      |                                |
| 2011 | Martha Marcy May Marlene                                                        | Martha                         | Rol principal                  |
| 2011 | Silent House                                                                    | Sarah                          |                                |
| 2011 | Peace, Love & Misunderstanding                                                  | Zoe                            |                                |
| 2012 | Red Lights                                                                      | Sally Owen                     |                                |
| 2012 | Liberal Arts                                                                    | Zibby                          |                                |
| 2013 | Kill Your Darlings                                                              | Edie Parker                    |                                |
| 2013 | Very Good Girls                                                                 | Gerry                          |                                |
| 2013 | Oldboy                                                                          | Marie Sebastian                |                                |
| 2013 | In Secret                                                                       | Thérèse Raquin                 |                                |
| 2014 | Captain America: The Winter Soldier                                             | Wanda Maximoff / Scarlet Witch | Cameo după credite-necreditată |
| 2014 | Godzilla                                                                        | Elle Brody                     |                                |
| 2015 | Avengers: Age of Ultron                                                         | Wanda Maximoff / Scarlet Witch |                                |
| 2016 | I Saw the Light                                                                 | Audrey Williams                |                                |
| 2016 | Captain America: Civil War                                                      | Wanda Maximoff / Scarlet Witch |                                |
| 2017 | Wind River                                                                      |                                |                                |
| 2018 | " Avengers Infinity War "                                                       | Wanda Maximoff/Scarlet Witch   |                                |
| 2019 | " Avengers: Endgame "                                                           | Wanda Maximoff/Scarlet Witch   |                                |
| 2021 | "WandaVision"                                                                   | Wanda Maximoff/Scarlet Witch   |                                |

## Premii și nominalizări
| Year | Association                                   | Category                      | Nominated work           | Result |
| ---- | --------------------------------------------- | ----------------------------- | ------------------------ | ------ |
| 2011 | Alliance of Women Film Journalists            | Best Breakthrough Performance | Martha Marcy May Marlene |        |
| 2011 | Chicago Film Critics Association              | Most Promising Performer      | Martha Marcy May Marlene |        |
| 2011 | Florida Film Critics Circle                   | Pauline Kael Breakout Award   | Martha Marcy May Marlene |        |
| 2011 | Ghent International Film Festival             | Special Mention               | Martha Marcy May Marlene |        |
| 2011 | Los Angeles Film Critics Association          | New Generation Award          | Martha Marcy May Marlene |        |
| 2011 | Vancouver Film Critics Circle                 | Best Actress                  | Martha Marcy May Marlene |        |
| 2011 | Broadcast Film Critics Association            | Best Actress                  | Martha Marcy May Marlene |        |
| 2011 | Chicago Film Critics Association              | Best Actress                  | Martha Marcy May Marlene |        |
| 2011 | Denver Film Critics Society                   | Best Actress                  | Martha Marcy May Marlene |        |
| 2011 | Denver Film Critics Society                   | Best Breakout Star            | Martha Marcy May Marlene |        |
| 2011 | Detroit Film Critics Society                  | Best Breakthrough Performance | Martha Marcy May Marlene |        |
| 2011 | Gotham Independent Film Awards                | Best Breakthrough Actress     | Martha Marcy May Marlene |        |
| 2011 | Gotham Independent Film Awards                | Best Ensemble Performance     | Martha Marcy May Marlene |        |
| 2011 | Independent Spirit Awards                     | Best Female Lead              | Martha Marcy May Marlene |        |
| 2011 | Online Film Critics Society                   | Best Actress                  | Martha Marcy May Marlene |        |
| 2011 | San Diego Film Critics                        | Best Actress                  | Martha Marcy May Marlene |        |
| 2011 | Satellite Awards                              | Best Actress – Motion Picture | Martha Marcy May Marlene |        |
| 2011 | Saturn Awards                                 | Best Actress                  | Martha Marcy May Marlene |        |
| 2011 | Toronto Film Critics Association              | Best Actress                  | Martha Marcy May Marlene |        |
| 2011 | Washington D.C. Area Film Critics Association | Best Actress                  | Martha Marcy May Marlene |        |
| 2013 | British Academy Film Awards                   | BAFTA Rising Star Award       |                          |        |
| 2013 | Fangoria Chainsaw Awards                      | Best Leading Actress          | Silent House             |        |
| 2015 | Deauville American Film Festival              | Hollywood Rising Star Award   | I Saw the Light          |        |